# Cliffortia filifolia
Cliffortia filifolia är en rosväxtart som beskrevs av Carl von Linné d.y.. Cliffortia filifolia ingår i släktet Cliffortia och familjen rosväxter. Utöver nominatformen finns också underarten C. f. arenaria.